# 110074 Lamchunhei
110074 Lamchunhei è un asteroide della fascia principale. Scoperto nel 2001, presenta un'orbita caratterizzata da un semiasse maggiore pari a 2,5763033 UA e da un'eccentricità di 0,1767820, inclinata di 2,52588° rispetto all'eclittica.